# Wrisse
Wrisse ist ein Ortsteil der Gemeinde Großefehn im Landkreis Aurich in Ostfriesland.

## Geschichte
Durch den Ort verlief der Friesische Heerweg. Erstmals schriftlich erwähnt wurde das Dorf schon im Jahre 1580. 1611 lebten in acht Haushalten 25 Personen. Um 1719 besaß Wrisse acht "Volle Heerde", einen "Halben Herd" und zwei "Warfstellen". Anfang des 19. Jahrhunderts überschritt Wrisse die 100-Einwohner-Grenze, und 1848 zählte man schon 26 Haushalte mit 158 Personen. 1900 wurde die Kleinbahnstrecke Aurich-Leer fertiggestellt und Wrisse bekam eine Haltestelle mit einem Güterbahnhof.
Kirchlich gehört Wrisse zur Kirchengemeinde Holtrop.
Seit dem 1. Juli 1972 gehört Wrisse zur Gemeinde Großefehn.

## Politik
Der Ortsrat, der den Ortsteil Wrisse vertritt, setzt sich aus fünf Mitgliedern zusammen. Die Ratsmitglieder werden durch eine Kommunalwahl für jeweils fünf Jahre gewählt. Die aktuelle Amtszeit begann am 1. November 2021 und endet am 31. Oktober 2026.
Bei der Kommunalwahl 2021 ergab sich folgende Sitzverteilung:
| Ortsrat 2021Insgesamt 5 Sitze - SPD: 4 - BL: 1 |